# Rupert Read
Rupert Read, né en 1966, est un universitaire anglais, militant au Parti vert anglais et gallois et un ancien porte-parole d'Extinction Rebellion. Read est maître de conférences en philosophie à l'Université d'East Anglia,, Son autre centre d'intérêt est le principe de précaution, il a contribué de manière substantielle au sujet avec Nassim Nicholas Taleb sur l'application du principe aux questions de modification génétique des organismes. Dans d'autres travaux, Read a théorisé l'utilité du principe de précaution dans un large éventail de domaines, notamment le changement climatique, l'environnement, ainsi que les secteurs financier et technologique.
L'application par Read du principe de précaution dans les affaires climatiques et environnementales sous-tend bon nombre de ses conférences et présentations, notamment Shed a Light - This civilisation is finished: so what is to be done ? qui a été donné au Churchill College de Cambridge et visionné sur YouTube plus de 200 000 fois. 
En juin 2018, Read a déclenché un changement de politique de la BBC en refusant publiquement de débattre avec un négationniste du changement climatique. Cela a conduit à une nouvelle politique selon laquelle la BBC ne présenterait plus les opinions des négationnistes du changement climatique comme un contrepoids aux points de vue scientifiques,,.
En octobre 2018, Read déclare son soutien à Extinction Rebellion. Agissant en tant que porte-parole du mouvement, il donne un certain nombre d'interviews sur des programmes d'information nationaux lors des manifestations de la Rébellion à Londres en avril 2019. Read faisait partie des cinq membres du groupe invités à rencontrer le secrétaire à l'Environnement Michael Gove pour discuter de leurs revendications. Le lendemain, le Parlement britannique a déclaré l' « urgence climatique » ; ce qui faisait partie des demandes d'Extinction Rébellion.
Il a été président du groupe de réflexion Green House, ancien porte-parole du Parti vert pour les transports  et ancien coordinateur du parti de l'Est de l'Angleterre.

## Éducation et travail académique
Read a étudié la philosophie, la politique et l'économie (PPE) au Balliol College, Oxford, avant d'entreprendre des études de troisième cycle aux États-Unis à Princeton et Rutgers (où il a obtenu son doctorat). Influencé par la philosophie de Ludwig Wittgenstein, son doctorat a consisté en « une exploration wittgensteinienne de la relation entre le problème du quus de Kripke et le problème du vleu de Nelson Goodman ».
Il est lecteur à l'Université d'East Anglia, spécialisé en philosophie du langage, philosophie des sciences et philosophie de l'environnement, ayant auparavant enseigné à Manchester. Il est l'auteur de nombreux ouvrages, dont : Kuhn (2002), Applying Wittgenstein (2007), Philosophy for Life (2007), There is No Such Thing as a Social Science (2008), Wittgenstein Among the Sciences (2012), A Wittgensteinian Way with Paradoxes (2012), et A Film-Philosophy of Ecology and Enlightenment (2018).

## Œuvre
- Avec James L. Guetti : Meaningful Consequences, The Philosophical Forum, volume XXXe, issue 4, décembre 1999, pages 289–315.
- Édité avec Alice Crary : The New Wittgenstein, London: Routledge, 2000.
- Avec Wes Sharrock : Kuhn: Philosopher of Scientific Revolution, Oxford: Polity (2002).
- Édité avec Jerry Goodenough : Film as Philosophy: Essays in Cinema after Wittgenstein and Cavell (2005).
- Philosophy for Life: Applying Philosophy in Politics and Culture (2007).
- Avec Matthew A. Lavery : Beyond the Tractatus Wars: The New Wittgenstein Debate (2011).
- A Wittgensteinian Way with Paradoxes (2012).
- Nassim Nicholas Taleb, Rupert Read, Raphael Douady, Joseph Norman, Yaneer Bar-Yam : The Precautionary Principle (With Application to the Genetic Modification of Organismes), 2014.
- The Tale Parfit Tells: Analytic Metaphysics of Personal Identity vs. Wittgensteinian Film and Literature, in Philosophy and Literature 39.1 (April 2015): 128–53.
- A Film-Philosophy of Ecology and Environment (2018).
- Avec Samuel Alexander : This Civilisation Is Finished (2019).
- Avec Samuel Alexander : Extinction Rebellion: Insights From The Inside (2020).
- Wittgenstein's Liberatory Philosophy: Thinking Through His Philosophical Investigations (2020).
- Parents For A Future: how loving our children can prevent climate collapse (2021).
- Édité avec Ian Sinclair : A Timeline of the Plague Year: A Comprehensive Record of the UK Government's Response to the Coronavirus Crisis (2021).
- Édité avec Jem Bendell : Deep Adaptation: Navigating the Realities of Climate Chaos (2021).
- Why Climate Breakdown Matters (2022).
- Do You Want To Know The Truth ? (2022).